# Izzeddin Hasanoglu
Izzeddin Hasanoglu est un poète du 13e siècle. Il est considéré comme la plus ancienne figure connue dans la littérature azerbaïdjanaise. 
Son nom de plume est Pur Hasan Asfaraini. 
Son œuvre se compose de ghazals écrits en langue azerbaïdjanaise et perse,. Dans les ghazals persans, il utilise son pseudonyme, tandis que ses ghazals turcs sont composés sous son propre nom de Hasanoghlu.